# Miljana Džombeta
Miljana Džombeta (Trebigne, 5 luglio 1994) è una cestista bosniaca.

## Carriera
Con la Bosnia ed Erzegovina ha disputato i Campionati europei del 2021.